# (6765) Fibonacci
(6765) Fibonacci – planetoida z pasa głównego asteroid okrążająca Słońce w ciągu 3,49 lat w średniej odległości 2,3 j.a. Odkrył ją Ladislav Brožek 20 stycznia 1982 roku w Obserwatorium Kleť. Nazwa planetoidy nawiązuje do faktu, że 6765 jest 20 liczbą ciągu Fibonacciego.